# Nogueira do Cravo (Oliveira do Hospital)
Nogueira do Cravo é uma povoação portuguesa sede da Freguesia de Nogueira do Cravo do Município de Oliveira do Hospital, freguesia com 14,98 km² de área e 2168 habitantes (censo de 2021), tendo, por isso, uma densidade populacional de 144,7 hab./km²
Além da sede, a freguesia é composta por uma série de localidades, incluindo Aldeia de Nogueira, Galizes, Reta da Salinha, Senhor das Almas, Vale de Dona Clara, Vendas de Galizes e Vilela.
A antiga Vila de Nogueira, outrora chamada Couto de Nogueira, tendo adquirido seu atual nome desde fins do século XVII, pertenceu ao Senhorio dos Bispos de Coimbra, sendo a sua primeira carta foral datada em 1177, tendo o concelho sido extinto em 6 de novembro de 1836, incorporando-se as suas freguesias ao concelho de Oliveira do Hospital. O seu foral episcopal foi dado em Avô, e posteriormente renovado pelo rei D. Manuel I a 12 de setembro de 1514. 

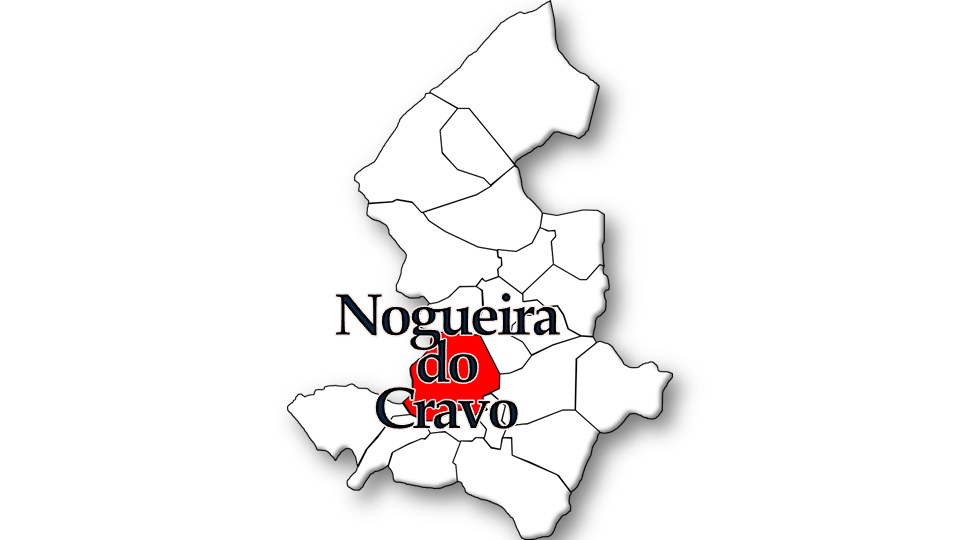
Localização da freguesia no Município de Oliveira do Hospital

## Demografia
A população registada nos censos foi:
| Distribuição da População por Grupos Etários | Distribuição da População por Grupos Etários | Distribuição da População por Grupos Etários | Distribuição da População por Grupos Etários | Distribuição da População por Grupos Etários |
| -------------------------------------------- | -------------------------------------------- | -------------------------------------------- | -------------------------------------------- | -------------------------------------------- |
| Ano                                          | 0-14 Anos                                    | 15-24 Anos                                   | 25-64 Anos                                   | > 65 Anos                                    |
| 2001                                         | 383                                          | 351                                          | 1159                                         | 396                                          |
| 2011                                         | 311                                          | 231                                          | 1266                                         | 501                                          |
| 2021                                         | 226                                          | 215                                          | 1147                                         | 580                                          |

## Património
- Pelourinho de Nogueira do Cravo
- Casa dos Mouros
- Casa sete-oitocentista
- Casa dos Santos Costa
- Fonte da Bica
- Igreja da Misericórdia
- Capelas de Santa Luzia, de Santo António e de S. Pedro
- Cruzeiros do Adro, de Galizes e da Senhora das Almas
- Casas do Penedo, dos Mascaranhas e dos Tinoco
- Coreto do Senhor das Almas
- Palheiro romano
- Fontes do Senhor das Almas (romana), das Almas, de Lavadouros, Velha, do Povo, da Fontanheira e da Povoação
- Chafariz de Galizes[5]
- Alminhas de Nogueira do Cravo.

## Os Verbos dos Arguinas
Esta freguesia foi desde tempos longínquos pátria de numerosos pedreiros, que criaram uma característica e pitoresca linguagem própria chamada "Os Verbos dos Arguinas". Esta, permitia o diálogo entre os trabalhadores, sem que o patrão entendesse o que eles diziam. Trata-se de uma gíria que muitos nogueirenses ainda não esqueceram, e que é também falada na freguesia vizinha de Santa Ovaia. 
A Igreja Paroquial, com orago de Nossa Senhora da Expectação, foi reedificada no princípio do século XIX no típico estilo regional de transição dos séculos XVIII e XIX, com a persistência das tradições setecentistas, e possui estatuária do século XVI.